# Harry Wilson
Harry Wilson (Wrexham, Gal·les, 22 de març de 1997) és un futbolista professional gal·lès que juga de volant pel Fulham FC anglès, després d'haver jugat pel Liverpool FC i cedit a diferents equips. També juga per l'equip nacional gal·lès.